# Бойд, Джулиан
Джулиан Бойд (англ. ulian Boyd, род. 2 февраля 1990, США) — американский профессиональный баскетболист команды КР. Бойд играл в баскетбол колледжа в университете Лонг-Айленда после чего попал в «All-American»

## Средняя школа
Бойд пошел в среднюю школу Уильяма Говарда Тафта в Сан-Антонио, штат Техас, где он был игроком «Сан-Антонио Экспресс» года в качестве старшего после в среднем 21,6 очков и 11,7 подборов за игру. Для колледжа он подписал контракт с The Long Island Blackbirds и тренером Джимом Ферри.

## Карьера в колледже
Будучи новичком в сезоне 2008-09, Бойд набирал в среднем 10,5 очков и 6,4 подбора за игру, зарабатывая награды Северо-Восточной конференции (NEC). После первого же года Бойду был поставлен диагноз кардиомиопатии некомпактный миокард левого желудочка, он был вынужден пропустить сезон 2009-10.
Бойд вернулся в следующем сезоне, набирал в среднем 13 очков и 8,9 подборов за игру, и привел Blackbirds к рекорду 27-6 и титулам регулярного сезона и турнира NEC. ЛУИ сделал турнир 2011 NCAA, упав во втором раунде на второе место в Северной Каролине .
В юниорском сезоне Бойд снова возглавил Blackbirds на конференции регулярного сезона и турнирных чемпионатов. Он был MVP турнира NEC 2012, набрав 18 очков и захватив 10 подборов в игре чемпионата против Роберта Морриса. За сезон Бойд набирал в среднем 17,4 очка и 9,3 подбора за игру. Он был назван первым игроком команды All-NEC и Северо-Восточной Конференции года. В конце сезона он был назван почетным игроком All-American Associated Press.
В межсезонье до начала своего старшего сезона Бойд был одним из четырех игроков Blackbirds, приостановленных после боя на вечеринке в кампусе. После того, как школа рассмотрела этот вопрос, четверо были восстановлены в команде, а Бойд и его товарищи по команде получили по две игры. Тем не менее, проблемы Бойда за сезон не закончились, так как он разорвал переднюю крестообразную связку в колене в игре против Райса 12 декабря 2012 года, закончив свой сезон только после восьми игр. Бойд был предоставлен шестой год права NCAA. В июле 2013 года Бойд снова разорвал свою переднюю крестообразную связку и, как ожидается, пропустит большую часть сезона 2013-14. Тренер Лю Джек Перри сообщил, что Бойд вернется в состав Blackbirds не ранее января 2014 года. Тем не менее, Бойд повторно разорвал свою переднюю крестообразную связку в третий раз во время бесконтактной тренировки в конце декабря 2013 года, официально закончив свою карьеру в колледже.

## Клубная карьера
Джулиан Бойд играл за лондонскую молнию Национальной баскетбольной лиги Канады с 2016 по 2018 год. В 2017 году ему поставили диагноз — разрыв крестообразных связок в четвертый раз. Он вернулся на корт в следующем сезоне и набирал в среднем 12,5 очков и 6,3 подборов в 31 матче за Lightningthe Lightning.
В июле 2018 года он подписал с действующим чемпионом KR of the Úrvalsdeild karla.